# Samantha Fox
Samantha Karen Fox, född 15 april 1966 i Mile End i Tower Hamlets i London, är en brittisk sångerska och före detta fotomodell.
Fox blev först känd i Storbritannien när hon 16 år gammal kom tvåa i en toplessfototävling i veckotidningen The Sunday People 1983. Efter det fortsatte hon som återkommande "Page Three girl”, det vill säga toplessmodell för den brittiska dagstidningen The Suns sida tre.
Fox slog 1986 igenom med singeln Touch Me (I Want Your Body). Hon har spelat in många album och toppat listorna med hits som I Surrender (To the Spirit of the Night), Naughty Girls (Need Love Too) och den Stock Aitken Waterman-producerade Nothing’s Gonna Stop Me Now.
Fox var mycket populär, både för sin musik och för sina utvik. Hon var också gästartist i TV-programmet Solstollarna 1987 där hon framförde låtarna I Surrender och Nothing’s Gonna Stop Me Now. 2004 spelade hon tillsammans med Günther in en ny version av Touch Me.
Fox har haft förhållanden med män, exempelvis Peter Foster och Paul Stanley från Kiss, men också under totalt fyra års tid med kvinnliga gitarristen Cris Bonacci. Från 2003 levde Fox i ett förhållande med Myra Stratton fram till dess att Stratton avled i cancer i augusti 2015. Fox gifte sig 2022 med norskan Linda Birgitte Olsen.

## Diskografi
- 1986 - Touch Me
- 1987 - Samantha Fox
- 1988 - I Wanna Have Some Fun
- 1991 - Just One Night
- 1992 - Greatest Hits
- 1998 - 21st Century Fox
- 2002 - Watching You, Watching Me
- 2005 - Angel with an Attitude
- 2009 - Greatest Hits